# (466303) 2013 QX34
(466303) 2013 QX34 es un asteroide perteneciente al cinturón de asteroides, descubierto el 22 de octubre de 2006 por el equipo Spacewatch desde el Observatorio Nacional de Kitt Peak (Arizona, Estados Unidos).